# Michel Viot (1924-2007)
Ne pas confondre avec le père Michel Viot (1944), évêque luthérien de Paris converti au catholicisme
Pour les autres membres de la famille, voir Famille Viot.
Michel Viot, né le 24 novembre 1924 à Nantes (Loire-Atlantique) et mort le 26 juin 2007, est un prêtre catholique du diocèse de Nantes, aumônier de mouvements et associations, directeur de revues. Il est principalement connu pour avoir été l’aumônier des Scouts et Guides de France puis de la Fédération sportive et culturelle de France.

## Biographie
Michel Antoine Marie Charles Viot, né le 24 novembre 1924 à Nantes, est le fils de Henri Viot, industriel et maire de Saint-Herblain, et de Françoise René-Bazin. Par sa mère il est le petit-fils de l’écrivain René Bazin. Il est également le parent de Jacques Viot.

### Service pastoral et enseignant
Ordonné prêtre le 10 septembre 1950, il est nommé vicaire et instituteur au Pallet d'octobre 1950 à octobre 1952, puis professeur de sixième au lycée externat des Enfants-Nantais. Le 8 octobre 1960, il est curé de la paroisse Saint-Félix et le 14 septembre 1968 de Saint-Clément jusqu'en 1970.

### Aumônerie des œuvres
À partir de 1968, il est aussi aumônier diocésain du service Sports, loisirs et culture et des Scouts et Guides de France. 
De 1972 à 1978 il est mis à temps partiel au service de la Fédération sportive et culturelle de France (FSCF) comme conseiller ecclésiastique national. Il marque les esprits pour être le premier à abandonner la soutane au profit d'un clergyman très strict. Il poursuit le travail de Jean Berthou au niveau de la visite des stages et s'investit dans le groupe de réflexion sur l'identité fédérale qui aboutit après son départ à la publication du document fédéral fondamental (DFF). Le bulletin fédéral Les Jeunes doit aussi certaines de ses colonnes à sa plume. 
Pendant ce temps, il demeure aumônier diocésain des Scouts et Guides de France et du service Sport, loisirs et culture.

### Responsabilités diocésaines
De 1979 à 1982, directeur de l'Écho de l'Ouest, délégué à la communication et porte-parole de l'évêché, il assure le lien avec les médias ; il reste pendant ce temps aumônier des élèves catholiques du lycée Aristide Briand. Le 15 septembre 1982, il prend sa retraite à Nantes, mais ne renonce à sa responsabilité d'aumônier diocésain du comité départemental de Loire-Atlantique de la FSCF qu'en 1991, remplacé par Jean-Yves Saunier. 
L'abbé Viot meurt le 25 juin 2007 au matin ; ses obsèques ont lieu le jeudi 28 juin 2007 en la basilique Saint-Donatien-et-Saint-Rogatien où l'homélie est prononcée par son successeur, Jean-Yves Saunier.